# Nobelstraat (Den Haag)

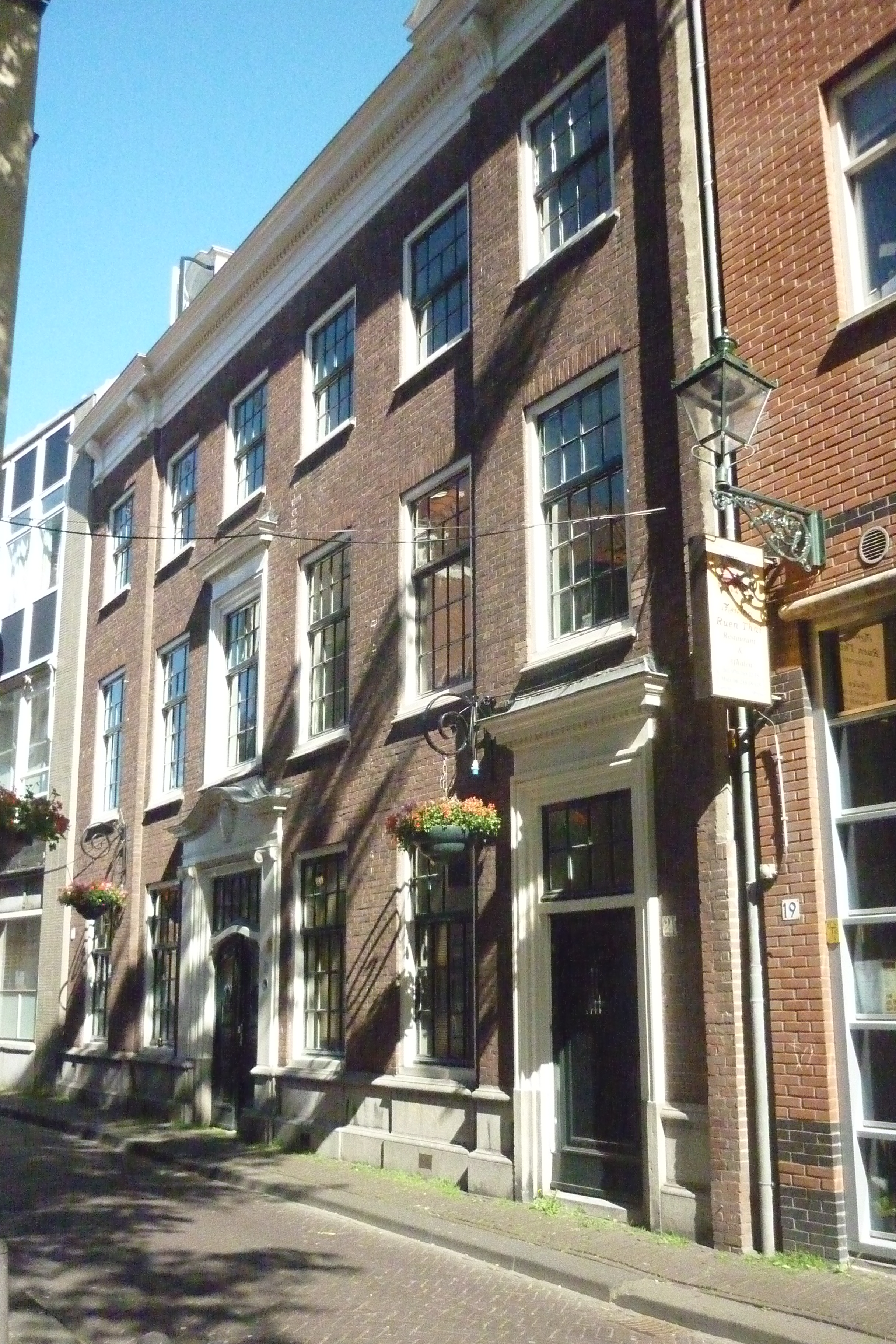
Nummer 21 en 23

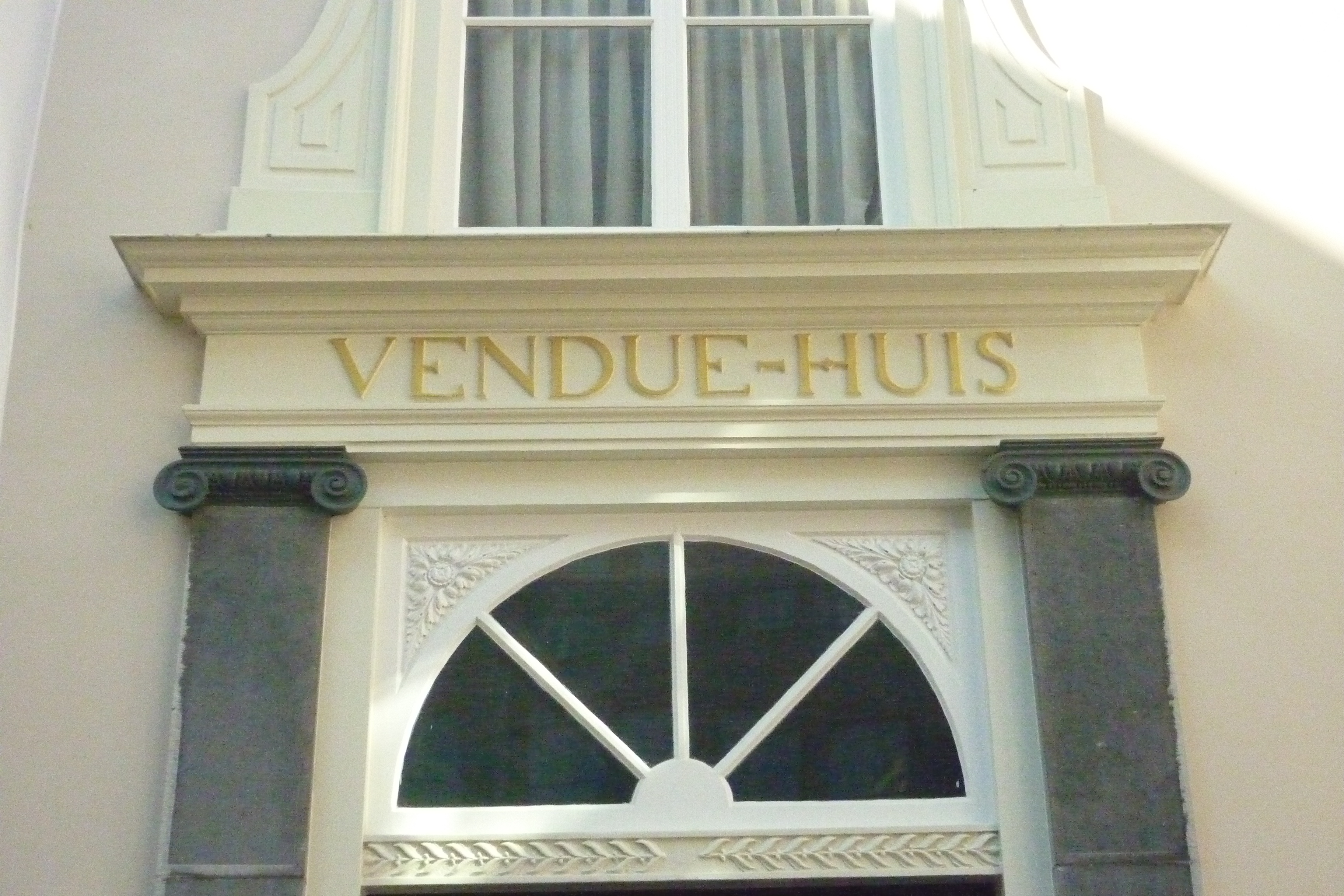
Nr 5: Venduehuis

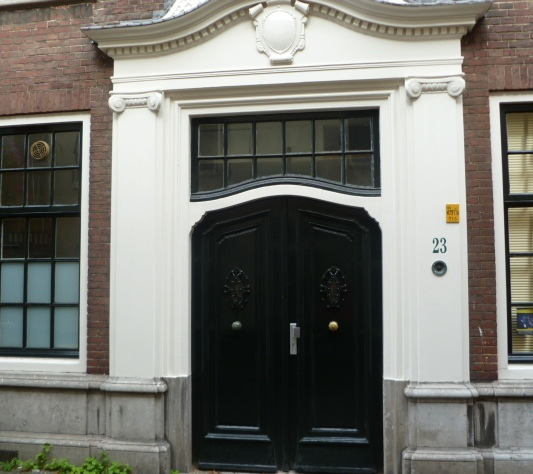
De Haagsche Effectensociëteit

De Nobelstraat ligt in een oude wijk in het oude Hofkwartier van Den Haag. De Nobelstraat is het verlengde van de Papestraat, die van het Noordeinde naar het zuiden loopt tot de Oude Molstraat. Bij de Oude Molstraat begint de Nobelstraat. Hij kruist de Prinsestraat en loopt tot de Torenstraat. Aan het einde splitst de straat zich, rechtdoor heet het laatste stukje de Kleine Nobelstraat, schuin naar rechts gaat de Nobelstraat nog een stukje door.
Uit Hofboeken blijkt dat deze straat in de 15de eeuw ook de Papestraat werd genoemd. De huidige Nobelstraat en Papestraat  waren vroeger vanuit Eik en Duinen de toegangsweg naar het centrum van Den Haag.

## Nobelstraat
De wijk, die begrensd wordt door de Papestraat, Nobelstraat, Oude Molstraat en Juffrouw Idastraat, wordt gezien als de oudste Katholieke buurt van Den Haag, maar er waren ook veel Jezuïeten. Er zijn een aantal schuilkerken uit de 17de eeuw. In de Nobelstraat zijn dat:
- De schuilkerk O.L. Vrouw van Scherpenheuvel[2] ligt verborgen tussen de Nobelstraat en de ijssalon Florencia aan de Torenstraat. De ingang was naast Nobelstraat 13. De schuilkerk werd rond 2009 afgebroken, en vervangen door het Korso Theater. waarvan de publieksingang in de Prinsestraat is.
- Op nummer 1 werd op zolder van het achterhuis rond 1627 een kleine bidkapel gesticht door de Jezuïet Theodorus Tack; in 1652 werd het kerkje bevestigd door de apostolische vicaris Jacobus de la Torre. Het kerkje werd gebruikt totdat op 30 maart 1692 een andere kerk in de Nobelstraat geopend werd op de begane grond van het huis tussen de Nobelstraat en de Juffrouw Idastraat.

Een van de weinige oude gebouwen in de Nobelstraat is nummer 5, het Venduehuis der Notarissen. Ook nummer 21 en 23 hebben nog mooie gevels. De huizen aan de kant met de even huisnummers zijn vervangen door een aantal moderne flatgebouwen.
Christiaan Huygens, de vader van Constantijn Huygens, werd in 1578 opgenomen in de hofhouding van prins Willem van Oranje en huurde een huis in de Nobelstraat. Na de moord op de prins in 1584 werd hij secretaris van de net opgerichte Raad van State. Hij trouwde in 1592 en kreeg zes kinderen. In 1613 verhuisde het gezin naar de Pooten en een jaar later naar het Lange Voorhout.
Er zijn een aantal winkels en restaurants in de Nobelstraat. Restaurant Qip is gebouwd op de fundamenten van een adellijk stadskasteel uit de 14de eeuw.

## Kleine Nobelstraat
De Kleine Nobelstraat is een afsplitsing van de Nobelstraat, en had deze naam reeds voordat de Prinsenstraat in 1884 werd verlengd.
Het pand dat op de hoek staat van de Nobelstraat en de Kleine Nobelstraat, werd in 2013 gerenoveerd. Boven kwamen appartementen, beneden kwam een restaurant.

## Jaarmarkt
In 2013 werd voor het eerst de Home Made Market georganiseerd in de Nobelstraat, in de Prinsestraat en op het Kerkplein. Home Made Markets worden sinds 2009 op diverse locaties in Den Haag gehouden. 
Straten: Achterom · Alexanderstraat · Van Alkemadelaan · Amaliastraat · Amsterdamse Veerkade · Benoordenhoutseweg · Bezuidenhoutseweg · Cantaloupenburg · Denneweg · Fluwelen Burgwal · Geest · Gravenstraat · Groenewegje · Groot Hertoginnelaan · Grote Marktstraat · Herengracht · Heulstraat · Hogewal · Hooigracht · Javastraat · Juffrouw Idastraat · Kazernestraat · Kneuterdijk · Korte Vijverberg · Korte Voorhout · Laan Copes van Cattenburch · Laan van Meerdervoort · Laan van Nieuw Oost-Indië · Lange Beestenmarkt · Lange Poten · Lange Vijverberg · Lange Voorhout · Lijnbaan · Mallemolen · Mauritskade · Melis Stokelaan · Van Merlenstraat · Molenstraat · Nassaulaan · Nieuwe Haven · Nieuwe Schoolstraat · Nieuwe Uitleg · Nobelstraat · Noordeinde · Oude Boomgaardstraat · Oude Molstraat · Parkstraat · Paviljoensgracht · Piet Heinstraat · Prinsegracht · Prinsessegracht · Prinsestraat · Rijswijkseweg · Riouwstraat · Schalk Burgerstraat · Schedeldoekshaven · Schelpkade · Schenkkade · Scheveningseveer · Scheveningseweg · Schuddegeest · Slijkeinde · Smidswater · Sophialaan · Sportlaan · Spui · Spuistraat · Surinamestraat · Theresiastraat · Torenstraat · Tournooiveld · Trekvlietplein · Turfmarkt · Vaillantlaan · Vondelstraat · Wagenstraat · Weimarstraat · Westeinde · Wijnhaven · Witte de Withstraat · Zeestraat

Pleinen: Alexanderplein
· Anna Paulownaplein
· Bankaplein
· Binnenhof
· Buitenhof
· Burgemeester De Monchyplein
· Clioplein
· Elandplein 
· Esperantoplein
· Groenmarkt
· Grote Markt
· Hofplaats
· Kerkplein
· Koningsplein
· Loosduinse Hoofdplein
· Malieveld
· Muzenplein
· Nassauplein
· Plaats
· Plein
· Plein 1813
· Prins Hendrikplein
· Prinsenvinkenpark
· Regentesseplein
· Rond de Grote Kerk
· Spuiplein
· Tournooiveld
· Vaillantplein
· Varkenmarkt
· Visbanken
· Wijnhaven